# Josep Ferré
Josep Maria Ferré Ybarz (* 26. November 1983 in Barcelona) ist ein spanischer Fußballtrainer.

## Karriere
Josep Ferré wurde am 1. August 2013 Leiter der Nachwuchsabteilung beim thailändischen Erstligisten Buriram United und stand dort bis Saisonende 2014 unter Vertrag. Zu Beginn der Spielzeit 2015 übernahm er das Traineramt des Erstligisten Ratchaburi Mitr Phol in Ratchaburi. Am Saisonende belegte er Ratchaburi den siebten Tabellenplatz. Im August 2016 wurde er Co-Trainer beim ebenfalls in der ersten Liga spielenden Bangkok Glass. Das Amt des Co-Trainers übte er bis Saisonende 2017 aus. Zu Beginn der neuen Saison übernahm er das Amt des Cheftrainers. Nach sieben Spielen wurde er Ende März 2018 entlassen. Von September 2018 bis Mitte Juni 2019 stand er in Puerto Rico beim Bayamón FC als Cheftrainer an der Seitenlinie. Am 13. Juni 2019 zog es ihn nach Indien. Hier wurde er Videoanalyst und Co-Trainer beim SC East Bengal in Kalkutta. Der Verein spielte in der Indian Super League. Bei East Bengal stand er bis zum 21. Januar 2020 unter Vertrag. Im Sommer 2022 übernahm er dann den Trainerposten des spanischen Fünftligisten FC Ascó, doch schon im folgenden Dezember wurde er als neuer Nationaltrainer der
Philippinen vorgestellt. Nach nur fünf Partien wurde er Ende März 2023 wieder entlassen und kurze Zeit später nahm er die Stelle als Co-Trainer von Persis Solo in der indonesischen Liga 1 an. Im Februar 2024 verließ er den Verein wieder und seit dem 1. Juni 2024 ist er als Trainer der philippinische U-20-Nationalmannschaft tätig. Parallel dazu arbeitet Ferré noch als Technischer Direktor der Philippine Football Federation.